# Habrocnemis
Habrocnemis es un género de saltamontes de la subfamilia Habrocneminae, familia Acrididae. Este género se distribuye en Indochina y China.

## Especies
Las siguientes especies pertenecen al género Habrocnemis:
- Habrocnemis shanensis Uvarov, 1942
- Habrocnemis sinensis Uvarov, 1930